# Ридзанич, Максим Владимирович
Макси́м Влади́мирович Ридза́нич (укр. Максим Володимирович Ридзанич, позывной — Адам; 28 декабря 1977, Коцюбинское — 20 марта 2015, Опытное) — украинский военнослужащий, старшина, участник российско-украинской войны. Герой Украины (29 сентября 2021, посмертно).

## Биография
Максим Ридзанич родился 28 декабря 1977 года в посёлке городского типа Коцюбинское Киевской области. Имеет польские корни. Детство провёл в Бережанах Тернопольской области у бабушки и дедушки.
После окончания школы № 18 в Коцюбинском поступил в колледж, где обучался на геодезиста. Службу в армии проходил в Крыму, в Симферополе, в батальоне спецназначения Национальной гвардии, где получил «краповый» берет и демобилизовался в звании гвардии старшины.
После армии занимался боевыми искусствами, стал чемпионом Украины по карате, также занимался боксом. Работал личным охранником, владел английским языком и начал изучать французский. Получил высшее юридическое образование и открыл собственную охранную фирму.
Семья проживала в городе Буча. Максим активно участвовал в общественной жизни, был активистом организации «Новые лица».
В сентябре 2014 года добровольно пошёл на фронт. Служил старшиной, командиром взвода снайперов 1-й аэромобильной десантной роты 90-го отдельного десантного штурмового батальона «Житомир» 81-й десантно-штурмовой бригады.
Участвовал в боях за Донецкий аэропорт, где прошёл две ротации в старом и новом терминалах во время самых тяжёлых боёв зимы 2014—2015 годов. 23 января 2015 года последним вышел со своими бойцами с территории аэропорта после разрушения нового терминала.
20 марта 2015 года Максим Ридзанич погиб в бою возле села Опытное Ясиноватского района Донецкой области, попав в засаду при попытке спасти раненого товарища. Несмотря на смертельное ранение, успел открыть огонь и спасти боевого товарища.
Похоронен 23 марта 2015 года в родном посёлке Коцюбинское.

## Награды
- Звание «Герой Украины» с удостоением ордена «Золотая Звезда» (22 августа 2021, посмертно) — за личное мужество и героизм, проявленные в защите государственного суверенитета и территориальной целостности Украины, верность военной присяге[1].
- Орден «За мужество» III степени (23 мая 2015, посмертно) — за личное мужество и самоотверженные действия, проявленные в защите государственного суверенитета и территориальной целостности Украины, верность военной присяге[2].